# Viurusaari
Viurusaari är en ö i Finland. Den ligger i sjön Juojärvi och i kommunen Outokumpu i den ekonomiska regionen  Joensuu ekonomiska region  och landskapet Norra Karelen, i den sydöstra delen av landet, 300 km nordost om huvudstaden Helsingfors. Öns area är 32,5 hektar och dess största längd är 1,2 kilometer i sydöst-nordvästlig riktning.